# Desolation Road
Desolation Road (titre original : Desolation Road) est un roman de science-fiction écrit par Ian McDonald, publié pour la première fois chez Bantam Spectra (Random House) en 1988 et traduit en français en 1989.

## Résumé
Sur Mars en cours de terraformation, le professeur Alimantado échoue dans le grand désert martien. Il y fait la rencontre d'un être vert fantomatique qui le nargue en prétendant se déplacer aussi facilement dans le temps que lui dans l’espace. Ce voyage dans le temps est justement l’unique quête obsessionnelle du scientifique...

## Inspiration
Le roman s'inspire de Cent ans de solitude de Gabriel García Márquez et des Chroniques martiennes de Ray Bradbury.

## Prix
Desolation road a reçu le prix Locus du meilleur premier roman 1989.

## Éditions
- Desolation Road, Bantam Spectra, février 1988, 355 p.  (ISBN 0-553-27057-5)
- Desolation Road, Robert Laffont, coll. « Ailleurs et Demain », 26 septembre 1989, trad. Bernard Sigaud, 336 p.,  (ISBN 978-2221059081)
- Desolation Road, Le Livre de poche, coll. « SF », no 7168, 21 septembre 1994, trad. Bernard Sigaud, 480 p.,  (ISBN 2-253-07168-4)
- Desolation Road, Robert Laffont, coll. « Ailleurs et Demain », 24 mars 2011, trad. Bernard Sigaud, 432 p.,  (ISBN 978-2221125434)